# Levonorgestrel
Levonorgestrel ist ein synthetisches Gestagen der 2. Generation, welches zur hormonellen Empfängnisverhütung (Kontrazeption) eingesetzt wird. 

## Eigenschaften
Levonorgestrel (auch (–)-Norgestrel oder D-Norgestrel) ist eine der isomerenreinen, optisch aktiven Formen von racemischem Norgestrel (dl-Norgestrol, (±)-Norgestrel). Es wurde von der Schering AG, die Norgestrel nach der Entwicklung und Patentierung von Wyeth lizenziert hatte, durch Enantiomerentrennung dargestellt und als pharmakologisch wirksame Form identifiziert. Das Enantiomer Dextronorgestrel (L-Norgestrel, (+)-Norgestrel) ist pharmakologisch inaktiv.
Levonorgestrel ist ein weißes bis fast weißes kristallines Pulver und praktisch unlöslich in Wasser, wenig löslich in Methylenchlorid und schwer löslich in Ethanol 96 %. Die spezifische optische Drehung nach der Arzneibuchmethode beträgt −35 bis −30 (°)·ml·dm−1·g−1 (in Methylenchlorid).

## Anwendungsgebiete
Levonorgestrel wurde 1966 auf den Markt gebracht und gehört damit zur 2. Generation der synthetischen Gestagene (Progestine). Es wird als Wirkstoff auf verschiedene Weise zur hormonellen Empfängnisverhütung eingesetzt:
- Antibabypille (in Kombination mit einem Estrogenderivat)
- Subdermales Hormonimplantat
- Intrauterines Wirkstofffreisetzungssystem („Hormonspirale“)
- Minipille (estrogenfrei)
- Pille danach (orale postkoitale Kontrazeption)

Ein weiteres Anwendungsgebiet ist die Hormonersatztherapie bei Beschwerden in den Wechseljahren.

## Wirkung
Die Wirkung des Levonorgestrels ist abhängig von der Dosis und dem Zeitpunkt der Einnahme in Bezug auf den weiblichen Menstruationszyklus. Im Rahmen der Kontrazeption (als Bestandteil der Antibabypille, der Minipille oder von Langzeitkontrazeptiva wie der Hormonspirale) hemmt Levonorgestrel die Ausschüttung von sogenannten gonadotropen Hormonen aus der Hirnanhangsdrüse. Die gonadotropen Hormone LH und FSH steuern die Aktivität der Eierstöcke und Umbauvorgänge in der Gebärmutterschleimhaut.
Weiterhin wird durch die Wirkung von Levonorgestrel das Sekret des Gebärmutterhalses zäher. Dies führt dazu, dass Spermien nicht oder nur sehr vereinzelt die Gebärmutter erreichen können. Weitere Effekte des Levonorgestrels betreffen die Tubenmotilität der Eileiter.
Die genaue Wirkung des Levonorgestrels im Rahmen der Notfallkontrazeption (Pille danach) ist unklar. Diskutiert werden eine Hemmung des Eisprungs, ein hemmender Effekt auf den Transport der Eizelle oder Spermien in den Eileitern sowie eine Störung der Einnistung der befruchteten Eizelle.

## Abgabe und Erstattungsfähigkeit
In Deutschland sind, bis auf die Ausnahme der „Pille danach“ alle Medikamente, die Levonorgestrel enthalten, verschreibungspflichtig. Die Kostenübernahme als Antibabypille durch die gesetzliche Krankenversicherung ist abhängig von Alter und Indikation.
In den USA wurde das 1973 zugelassene orale Kontrazeptivum Opill, das racemisches Norgestrel als einzigen Wirkstoff enthält, im Juli 2023 aus der Verschreibungspflicht entlassen. Es stellt damit das erste „Antibabypillen“-OTC-Produkt in den USA dar. Die 75-µg-Dosierung in Opill entspricht der einer „Minipille“, weswegen das Präparat jeden Tag zur gleichen Zeit einzunehmen ist. Zulassungsinhaber von Opill ist Laboratoire HRA Pharma (HRA). Das Unternehmen wurde 2021 vom OTC-Arzneimittel-Hersteller Perrigo gekauft, der ankündigte, das Mittel ab 2024 zu vertreiben.
„Pille danach“
Die Pille danach war in Deutschland bis März 2015 verschreibungspflichtig. Obwohl sich der zuständige Ausschuss des Bundesinstituts für Arzneimittel und Medizinprodukte (BfArM) bereits 2004 dafür ausgesprochen hatte, die „Pille danach“ mit dem Wirkstoff Levonorgestrel aus der Rezeptpflicht zu entlassen, war die Abgaberegelung nicht geändert worden.
Pro familia startete im Mai 2012 die Kampagne „Pannenhilfe nach 6“ mit dem Ziel, die „Pille danach“ rezeptfrei zu machen. In einem offenen Brief vom November 2012 sprachen sich der Berufsverband der Frauenärzte (BVF) und die Deutsche Gesellschaft für Gynäkologie und Geburtshilfe (DGGG) gegen die Rezeptfreiheit von Levonorgestrel aus.
Mit Entlassung aus der Rezeptpflicht zum 15. März 2015 wurde auch die Kostenübernahme durch die Krankenkasse für Patientinnen unter 20 Jahren (seit März 2019 unter 22 Jahren) verordnet. Die Abgabe im Versandhandel ist nicht erlaubt, eine direkte Werbung für das Präparat ist verboten. Jugendliche ab 14 Jahren können Levonorgestrel in Deutschland auch ohne Einwilligung der Erziehungsberechtigten erwerben. Eine umfassende Beratung der Betroffenen vor dem Kauf wird empfohlen.
In der Schweiz ist die „Pille danach“, nach einem persönlichen Gespräch in der Apotheke, rezeptfrei erhältlich. Auch in Österreich wird Levonorgestrel zur Notfallverhütung ohne Rezept abgegeben, ebenso in vielen anderen Ländern der EU, vgl. Abgabevoraussetzungen für Levonorgestrel.

## Unerwünschte Arzneimittelwirkungen
Die Auswertung von Nebenwirkungsmeldungen in der VigiBase-Datenbank des Uppsala Monitoring Centre der WHO ergab, dass Levonorgestrel wie auch andere antikontrazeptiv eingesetzte Wirkstoffe bzw. Wirkstoffkombinationen (Medroxyprogesteron, Drospirenon/Ethinylestradiol, Etonogestrel, Ethinylestradiol/Etonogestrel, Desogestrel, Ethinylestradiol/Norelgestromin, Ethinylestradiol/Norgestimat und Desogestrel/Ethinylestradiol) bei systemischer Anwendung ein Potential für einen vollständigen Verlust der Libido aufweist. Die Autorin folgert, dass ein deutlicher Hinweis auf diese mögliche unerwünschte Arzneimittelwirkung in den Präparateinformationen empfehlenswert sei, um einen möglichen Verlust der Lebensqualität durch eine veränderte Wahl der Geburtenkontrolle zu vermeiden.

## Synthese
Eine vielstufige enantioselektive Synthese von Levonorgestrel ist – ausgehend von 6-Methoxy-1-tetralon – in der Fachliteratur beschrieben:

## Analytik
Zur zuverlässigen qualitativen und quantitativen Bestimmung in verschiedenen Untersuchungsgütern wie z. B. Serum bzw. Plasma, Urin oder Abwasserproben wird die Kopplung der Chromatographie mit der Massenspektrometrie nach adäquater Probenvorbereitung eingesetzt. Auch für die Bestimmung in abwasserexponierten Regenbogenforellen findet diese analytische Vorgehensweise Verwendung.

## Handelsnamen
Monopräparate
Tabletten: Levogynon (D), Microlut (D), 28 mini (D), NorLevo (CH), Postinor (A), Unofem (D), Vikela (A)
Wirkstofffreisetzungssysteme: Jaydess, Kyleena, Levosert, Mirena (alle D, A, CH)
Kombinationspräparate
Asumate (D), CycloÖstrogynal (D), Cyclo-Progynova (D), Fem7 Combi (D, A), Femigoa (D), Femigyne (D), Gravistat (D), Illina (D), Klimonorm (D), Leios (D), Leona (D), Leonore (A), Levomin 20 (D), Loette (A), Madonella (A), Microgynon (D, A, CH), Minisiston (D), Minisiston 20 fem (D), Miranova (D, CH), MonoStep (D), NovaStep (D), Ologyn (CH), Östronara (D), Rigevidon (A), Selina mite Gynial (A), Swingo (D), Triette (D), Trigoa (D), Triquilar (D), Triregol (A), Trisiston (D), Wellnara (D), Xyliette (A)